# سن بونیفاچو
سن بونیفاچو (به ایتالیایی: San Bonifacio) یک کومونه در ایتالیا است که در استان ورونا واقع شده‌است. سن بونیفاچو ۳۳٫۹ کیلومتر مربع مساحت و ۲۰٬۲۰۹ نفر جمعیت دارد و ۳۱ متر بالاتر از سطح دریا واقع شده‌است.